# Juanacatlán (estación)
Juanacatlán es una de las estaciones que forman parte del Metro de la Ciudad de México, perteneciente a la Línea 1. Se ubica al poniente de la Ciudad de México, en el límite de las alcaldías Miguel Hidalgo y Cuauhtémoc.

## Información general

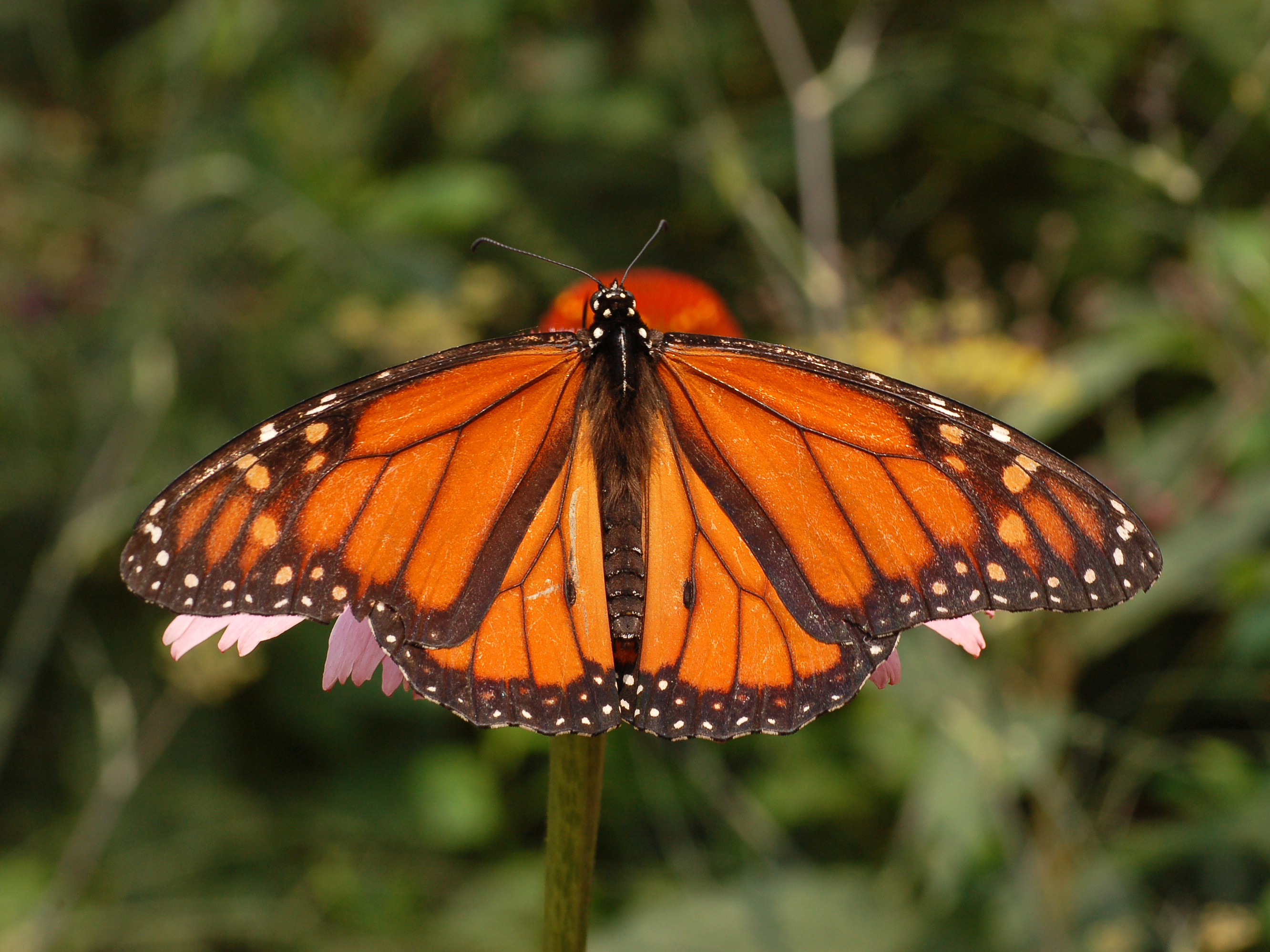
Mariposa monarca (Danaus plexippus)

Fue llamada así ya que antiguamente la calle Alfonso Reyes, que está casi enfrente de la estación, llevaba el nombre de Juanacatlán, una localidad en el centro del estado de Jalisco. El nombre de este municipio proviene del vocablo náhuatl Xonacatlán, que significa "lugar de cebollas". Sin embargo, otras versiones lo describen como "lugar de mariposas" por lo que su logotipo representa a este insecto.
Sobre la estación se encuentran las oficinas del Sindicato de Trabajadores del Metro. Como dato, las ventanas de este sindicato representan el frente de un tren del metro. La estación se encuentra debajo de la avenida Pedro Antonio de los Santos.
Juanacatlán fue la primera estación del sistema en inaugurarse para una ampliación de línea (en este caso el segundo tramo de la Línea 1 del metro). Funcionó como terminal de la Línea 1 desde abril de 1970 hasta noviembre de ese mismo año, cuando fue ampliada a Tacubaya.

### Remodelación
La estación permanece cerrada desde la noche del 9 de noviembre de 2023, debido a la remodelación que se está llevando a cabo desde el 2022, con la finalidad de rehabilitar y aumentar la vida útil de la primera línea del metro de la Ciudad de México, inaugurada entre 1969 y 1984. Se espera que las obras de la segunda fase de remodelación (Observatorio-Salto del Agua) concluya durante el año 2024, para finalmente reabrir toda línea completamente remodelada. Durante la remodelación están habilitadas varias rutas de autobuses de RTP y Metrobús para suplir la demanda de transporte.

## Afluencia
La siguiente tabla muestra la afluencia de la estación en los últimos 10 años:
| Afluencia Anual de Pasajeros | Afluencia Anual de Pasajeros | Afluencia Anual de Pasajeros | Afluencia Anual de Pasajeros | Afluencia Anual de Pasajeros | Afluencia Anual de Pasajeros |
| ---------------------------- | ---------------------------- | ---------------------------- | ---------------------------- | ---------------------------- | ---------------------------- |
| Año                          | Afluencia                    | A Diario                     | Ranking                      | Incremento                   | Ref.                         |
| 2024                         | 0                            | 0                            | X                            | -100.00%                     |                              |
| 2023                         | 1,904,169                    | 5,216                        | 158°/187                     | -11.30%                      | [ 4 ]                        |
| 2022                         | 2,183,891                    | 5,983                        | 148°/175                     | +17.44%                      | [ 5 ]                        |
| 2021                         | 1,859,621                    | 5,094                        | 143°/195                     | +4.69%                       | [ 6 ]                        |
| 2020                         | 1,776,279                    | 4,853                        | 158°/195                     | -58.30%                      | [ 7 ]                        |
| 2019                         | 4,259,229                    | 11,669                       | 143°/195                     | -1.29%                       | [ 8 ]                        |
| 2018                         | 4,314,756                    | 11,821                       | 142°/195                     | +3.88%                       | [ 9 ]                        |
| 2017                         | 4,153,639                    | 11,379                       | 140°/195                     | -6.58%                       | [ 10 ]                       |
| 2016                         | 4,446,100                    | 12,147                       | 136°/195                     | -2.21%                       | [ 11 ]                       |
| 2015                         | 4,546,682                    | 12,456                       | 124°/195                     | -2.69%                       | [ 12 ]                       |

## Conectividad

### Salidas
- Oriente: Avenida Gral. Pedro Antonio de los Santos, colonia San Miguel Chapultepec.
- Oriente: Circuito Interior Avenida Maestro José Vasconcelos, colonia San Miguel Chapultepec.
- Poniente: Avenida Gral. Pedro Antonio de los Santos, colonia San Miguel Chapultepec.

### Conexiones
Existen conexiones con las estaciones y paradas de diversos sistemas de transporte:
- Algunas rutas de la Red de Transporte de Pasajeros.